# Noyage
 (février 2021).
Si vous disposez d'ouvrages ou d'articles de référence ou si vous connaissez des sites web de qualité traitant du thème abordé ici, merci de compléter l'article en donnant les références utiles à sa vérifiabilité et en les liant à la section « Notes et références ».
En référencement internet, le noyage décrit la technique qui consiste à créer du contenu sur une requête ciblée dans le but de faire descendre un lien indésirable au-delà de la première page des résultats de moteurs de recherche,. Le principe est proche de celui du Google Bowling, si ce n'est qu'une opération de noyage peut cibler tout type de page, et ne se limite pas à celles de la concurrence.

## Outils
Plusieurs outils  de white hat, grey hat et black hat existent pour mener à bien ce genre d'opération :
- Certaines plateformes de blog sont naturellement optimisées pour les moteurs de recherche, il suffit d'y insérer les bons mots-clés.
- Certains réseaux sociaux sont aussi extrêmement performants dans les moteurs de recherche.
- Les liens retour (backlinks) contribuent à faire remonter un lien dans les moteurs de recherche.
- Les suppressions permettent de dégager de manière permanente de l'index des moteurs de recherche.
- Les photos/vidéos amènent une diversité de contenu appréciée par les moteurs de recherche et les Internautes.
- L'auto-splog (association spam + blog) consiste à créer des blogs et publier du contenu de manière automatisée et orientée vers la mise en avant de mots-clés ciblés.